# Kashiwadia
Kashiwadia is een monotypisch geslacht van korstmossen behorend tot de familie Physciaceae. Het bevat alleen Kashiwadia orientalis.